# Liste des législatures d'État aux États-Unis
 (mai 2021).

Contrôle partisan des Législatures des États :
dominées par le Parti démocrate.
dominées par le Parti républicain.
partagées entre les deux partis.
législature monocamérale non partisane.

Ceci est la liste des législatures d'États aux États-Unis selon leur affiliation politique.
Tous les États des États-Unis disposent d'un pouvoir législatif qui, dans 49 d'entre eux, se présente sous la forme d'un parlement bicaméral, divisé entre une chambre basse (chambre des représentants, chambre des délégués ou assemblée) et une chambre haute (Sénat).  Seul le parlement du Nebraska est monocaméral.

## Législature 2017-2019
| Gouvernement contrôlé par le Parti démocrate                       | 6  |
| Gouvernement contrôlé par le Parti républicain                     | 25 |
| Gouverneur démocrate et législature contrôlée par les Républicains | 6  |
| Gouverneur républicain et législature contrôlée par les Démocrates | 7  |
| Gouverneur indépendant et législature partagée                     | 1  |
| Gouverneur démocrate / législature partagée                        | 3  |
| Gouverneur républicain / législature partagée                      | 1  |
| Officiellement non partisan (Nebraska)                             | 1  |
| Total                                                              | 50 |

## Anciennes législatures

### Législature 2009-2011
| 27 | législatures dominées par le Parti démocrate   |
| 14 | législatures dominées par le Parti républicain |
| 8  | Législatures partagées entre les deux partis   |
| 1  | Législature non partisane (Nebraska)           |
| 50 | Total                                          |

### Législature 2007-2009
Le 11 janvier 2008, les législatures d'État étaient ainsi politiquement divisés :
| 23 | législatures dominées par le Parti démocrate   |
| 13 | législatures dominées par le Parti républicain |
| 13 | Législatures partagées entre les deux partis   |
| 1  | Législature non partisane (Nebraska)           |
| 50 | Total                                          |

## Présentation par État (législature 2017-2019)
| État                 | Nom                   | Chambre basse                   | Chambre basse                     | Chambre basse                   | Chambre haute                   | Chambre haute                     | Chambre haute | Site                                      |
| État                 | Nom                   | Nom                             | Rapport de force entre les partis | Mandat                          | Nom                             | Rapport de force entre les partis | Mandat        | Site                                      |
| -------------------- | --------------------- | ------------------------------- | --------------------------------- | ------------------------------- | ------------------------------- | --------------------------------- | ------------- | ----------------------------------------- |
| Alabama              | Législature           | Chambre des représentants       | R 72-33                           | 4                               | Sénat                           | R 26-8 et 1 ind.                  | 4             | Alabama Legislature                       |
| Alaska               | Législature           | Chambre des représentants       | Coalition (R 3-D 16-I-2) 16       | 2                               | Sénat                           | R 14-6                            | 4             | Alaska Legislature                        |
| Arizona              | Législature           | Chambre des représentants       | R 34-26                           | 2                               | Sénat                           | R 17-13                           | 2             | Arizona Legislature                       |
| Arkansas             | Assemblée générale    | Chambre des représentants       | R 73-27                           | 2                               | Sénat                           | R 26-9                            | 4             | Arkansas General Assembly                 |
| Californie           | Législature           | Assemblée de l'État             | D 55-25                           | 2                               | Sénat                           | D 26-14                           | 4             | California State Legislature              |
| Caroline du Nord     | Assemblée générale    | Chambre des représentants       | R 74-26                           | 2                               | Sénat                           | R 35-15                           | 2             | North Carolina General Assembly           |
| Caroline du Sud      | Assemblée générale    | Chambre des représentants       | R 80-44                           | 2                               | Sénat                           | R 28-18                           | 4             | South Carolina General Assembly           |
| Colorado             | Assemblée générale    | Chambre des représentants       | D 37-28                           | 2                               | Sénat                           | R 18-17                           | 4             | Colorado General Assembly                 |
| Connecticut          | Assemblée générale    | Chambre des représentants       | D 79-72                           | 2                               | Sénat                           | D 18-18                           | 2             | Connecticut General Assembly              |
| Dakota du Nord       | Assemblée législative | Chambre des représentants       | R 69-25                           | 4                               | Sénat                           | R 35-12                           | 4             | North Dakota Legislative Assembly         |
| Dakota du Sud        | Législature           | Chambre des représentants       | R 50-19 et 1 ind.                 | 2                               | Sénat                           | R 30-5                            | 2             | South Dakota Legislature                  |
| Delaware             | Assemblée générale    | Chambre des représentants       | D 26-16                           | 2                               | Sénat                           | D 10-10 et 1 vac.                 | 4             | Delaware General Assembly                 |
| Floride              | Législature           | Chambre des représentants       | R 79-41                           | 2                               | Sénat                           | R 25-15                           | 4             | Florida Legislature                       |
| Géorgie              | Assemblée générale    | Chambre des représentants       | R 118-62                          | 2                               | Sénat                           | R 38-18                           | 2             | Georgia General Assembly                  |
| Hawaï                | Législature           | Chambre des représentants       | D 45-6                            | 2                               | Sénat                           | D 25                              | 4             | Hawaï State Legislature                   |
| Idaho                | Legislature           | Chambre des représentants       | R 59-11                           | 2                               | Sénat                           | R 29-6                            | 2             | Idaho Legislature                         |
| Illinois             | Assemblée générale    | Chambre des représentants       | D 67-51                           | 2                               | Sénat                           | D 37-22                           | 2 ou 4        | Illinois General Assembly                 |
| Indiana              | Assemblée générale    | Chambre des représentants       | R 70-30                           | 2                               | Sénat                           | R 31-9                            | 4             | Indiana General Assembly                  |
| Iowa                 | Assemblée générale    | Chambre des représentants       | R 59-41                           | 2                               | Sénat                           | R 29-20 et 1 ind.                 | 4             | Iowa General Assembly                     |
| Kansas               | Législature           | Chambre des représentants       | R 85-40                           | 2                               | Sénat                           | R 31-9                            | 4             | Kansas Legislature                        |
| Kentucky             | Assemblée générale    | Chambre des représentants       | R 64-36                           | 2                               | Sénat                           | R 27-11                           | 4             | Kentucky General Assembly                 |
| Louisiane            | Législature           | Chambre des représentants       | R 60-42 et 3 ind.                 | 4                               | Sénat                           | R 25-14                           | 4             | Louisiana State Legislature               |
| Maine                | Législature           | Chambre des représentants       | D 77-72 et 2 ind.                 | 2                               | Sénat                           | R 18-17                           | 2             | Maine Legislature                         |
| Maryland             | Assemblée générale    | Chambre des délégués            | D 91-50                           | 4                               | Sénat                           | D 33-14                           | 4             | Maryland General Assembly                 |
| Massachusetts        | Cour générale         | Chambre des représentants       | D 125-35                          | 2                               | Sénat                           | D 34-6                            | 2             | Massachusetts General Court               |
| Michigan             | Législature           | Chambre des représentants       | R 63-47                           | 2                               | Sénat                           | R 27-11                           | 4             | Michigan Legislature                      |
| Minnesota            | Législature           | Chambre des représentants       | R 76-58                           | 2                               | Sénat                           | R 34-33                           | 2, 4, 4       | Minnesota Legislature                     |
| Mississippi          | Législature           | Chambre des représentants       | R 774-48                          | 4                               | Sénat                           | R 32-20                           | 4             | Mississippi Legislature                   |
| Missouri             | Assemblée générale    | Chambre des représentants       | R 117-46                          | 2                               | Sénat                           | R 25-9                            | 4             | Missouri General Assembly                 |
| Montana              | Législature de l'État | Chambre des représentants       | R 59-41                           | 2                               | Sénat                           | R 32-18                           | 4             | Montana State Legislature                 |
| Nebraska             | Législature           | Unicaméral et non partisan (49) | Unicaméral et non partisan (49)   | Unicaméral et non partisan (49) | Unicaméral et non partisan (49) | Unicaméral et non partisan (49)   | 4             | Nebraska Legislature                      |
| Nevada               | Législature           | Assemblée                       | D 27-15                           | 2                               | Sénat                           | D 11-10                           | 4             | Nevada Legislature                        |
| New Hampshire        | Court général         | Chambre des représentants       | R 222-177 et 1 vac.               | 2                               | Sénat                           | R 14-10                           | 2             | New Hampshire General Court               |
| New Jersey           | Législature           | Assemblée générale              | D 52-28                           | 2                               | Sénat                           | D 24-16                           | 2, 4, 4       | New Jersey Legislature                    |
| New York             | Législature           | Assemblée de l'État             | D 107-42 et 1 ind.                | 2                               | Sénat                           | Coalition (R 31-D 6) 26 16        | 2             | New York State Assembly York State Senate |
| Nouveau-Mexique      | Législature           | Chambre des représentants       | D 38-32                           | 2                               | Sénat                           | D 26-16                           | 4             | New Mexico Legislature                    |
| Ohio                 | Assemblée générale    | Chambre des représentants       | R 56-33                           | 2                               | Sénat                           | R 24-9                            | 4             | Ohio General Assembly                     |
| Oklahoma             | Législature           | Chambre des représentants       | R 75-26                           | 2                               | Sénat                           | R 42-6                            | 4             | Oklahoma Legislature                      |
| Oregon               | Assemblée législative | Chambre des représentants       | D 35-25                           | 2                               | Sénat                           | D 17-13                           | 4             | Oregon Legislative Assembly               |
| Pennsylvanie         | Assemblée générale    | Chambre des représentants       | R 122-81                          | 2                               | Sénat                           | R 34-16                           | 4             | Pennsylvania General Assembly             |
| Rhode Island         | Assemblée générale    | Chambre des représentants       | D 63-11 et 1 ind.                 | 2                               | Sénat                           | D 33-5                            | 2             | Rhode Island General Assembly             |
| Tennessee            | Assemblée générale    | Chambre des représentants       | R 74-25                           | 2                               | Sénat                           | R 28-5                            | 4             | Tennessee General Assembly                |
| Texas                | Législature           | Chambre des représentants       | R 94-56                           | 2                               | Sénat                           | R 20-11                           | 4             | Texas Legislature                         |
| Utah                 | Législature           | Chambre des représentants       | R 60-15                           | 2                               | Sénat                           | R 24-5                            | 4             | Utah State Legislature                    |
| Vermont              | Assemblée générale    | Chambre des représentants       | D 84-52, 7 pro. et 7 ind.         | 2                               | Sénat                           | D 21-7 et 2 pro.                  | 2             | Vermont General Assembly                  |
| Virginie             | Assemblée générale    | Chambre des délégués            | R 66-34                           | 2                               | Sénat                           | R 21-19                           | 4             | Virginia General Assembly                 |
| Virginie-Occidentale | Législature           | Chambre des délégués            | R 63-37                           | 2                               | Sénat                           | R 22-12                           | 4             | West Virginia Legislature                 |
| Washington           | Législature           | Chambre des représentants       | D 52-46                           | 2                               | Sénat                           | Coalition (R 24- D-1) 24          | 4             | Washington State Legislature              |
| Wisconsin            | Législature           | Assemblée de l'État             | R 64-35                           | 2                               | Sénat                           | R 20-13                           | 4             | Wisconsin Legislature                     |
| Wyoming              | Législature           | Chambre des représentants       | R 51-9                            | 2                               | Sénat                           | R 27-3                            | 4             | Wyoming Legislature                       |

Nombre total de élus des législatures d'État = 7 382 (Senate : 1.971 - House : 5.411)

## Sites des Législatures d'État

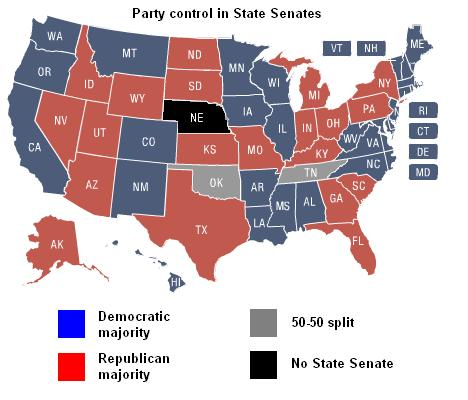
Contrôle partisan des Sénats des États

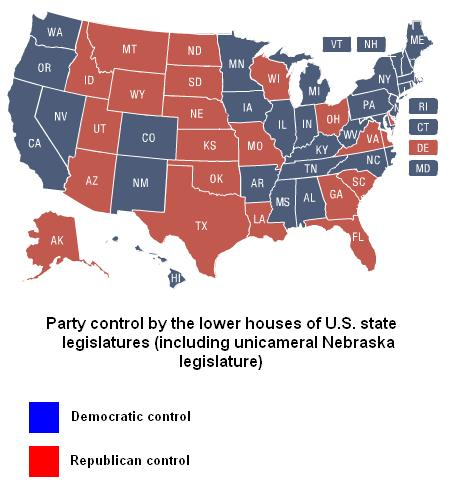
Contrôle partisan des Chambres basses des États

| Nom de l'État        | Abr. | URL (without "http://")                                                   |
| -------------------- | ---- | ------------------------------------------------------------------------- |
| Alabama              | AL   | www.legislature.state.al.us                                               |
| Alaska               | AK   | w3.legis.state.ak.us                                                      |
| Arizona              | AZ   | www.azleg.state.az.us                                                     |
| Arkansas             | AR   | www.arkleg.state.ar.us                                                    |
| Californie           | CA   | www.legislature.ca.gov                                                    |
| Caroline du Nord     | NC   | www.ncleg.net                                                             |
| Caroline du Sud      | SC   | www.scstatehouse.net                                                      |
| Colorado             | CO   | www.leg.state.co.us                                                       |
| Connecticut          | CT   | www.cga.ct.gov                                                            |
| Dakota du Nord       | ND   | www.legis.nd.gov                                                          |
| Dakota du Sud        | SD   | legis.state.sd.us                                                         |
| Delaware             | DE   | www.legis.state.de.us                                                     |
| Floride              | FL   | www.leg.state.fl.us                                                       |
| Géorgie              | GA   | www.legis.state.ga.us                                                     |
| Hawaï                | HI   | www.capitol.hawaii.gov                                                    |
| Idaho                | ID   | www.legislature.idaho.gov                                                 |
| Illinois             | IL   | www.ilga.gov                                                              |
| Indiana              | IN   | www.state.in.us/legislative                                               |
| Iowa                 | IA   | www.legis.state.ia.us                                                     |
| Kansas               | KS   | www.kslegislature.org                                                     |
| Kentucky             | KY   | www.lrc.state.ky.us                                                       |
| Louisiane            | LA   | www.legis.state.la.us                                                     |
| Maine                | ME   | janus.state.me.us/legis/                                                  |
| Maryland             | MD   | mlis.state.md.us                                                          |
| Massachusetts        | MA   | www.mass.gov/legis/                                                       |
| Michigan             | MI   | www.legislature.mi.gov                                                    |
| Minnesota            | MN   | www.leg.state.mn.us                                                       |
| Mississippi          | MS   | www.ls.state.ms.us                                                        |
| Missouri             | MO   | www.moga.state.mo.us                                                      |
| Montana              | MT   | leg.state.mt.us                                                           |
| Nebraska             | NE   | www.leg.ne.gov                                                            |
| Nevada               | NV   | www.leg.state.nv.us                                                       |
| New Hampshire        | NH   | gencourt.state.nh.us                                                      |
| New Jersey           | NJ   | www.njleg.state.nj.us                                                     |
| New York             | NY   | State Senate: www.senate.state.ny.us State Assembly: assembly.state.ny.us |
| Nouveau-Mexique      | NM   | legis.state.nm.us                                                         |
| Ohio                 | OH   | www.legislature.state.oh.us/                                              |
| Oklahoma             | OK   | www.lsb.state.ok.us                                                       |
| Oregon               | OR   | www.leg.state.or.us                                                       |
| Pennsylvanie         | PA   | www.legis.state.pa.us                                                     |
| Rhode Island         | RI   | www.rilin.state.ri.us                                                     |
| Tennessee            | TN   | www.legislature.state.tn.us                                               |
| Texas                | TX   | www.capitol.state.tx.us                                                   |
| Utah                 | UT   | www.le.state.ut.us                                                        |
| Vermont              | VT   | www.leg.state.vt.us                                                       |
| Virginie             | VA   | legis.state.va.us                                                         |
| Virginie-Occidentale | WV   | www.legis.state.wv.us                                                     |
| Washington           | WA   | www1.leg.wa.gov/legislature                                               |
| Wisconsin            | WI   | www.legis.state.wi.us                                                     |
| Wyoming              | WY   | legisweb.state.wy.us                                                      |